# 서바이버 (밴드)
서바이버(Survivor)는 미국의 록 밴드이다.
《Eye of the tiger》라는 노래 작품이 톱 히트하였는데 이 노래 작품은 프랭키 설리번(Frankie Sullivan)과 짐 페터릭(Jim Peterik) 공동 작사 및 작곡하여 미국 하드 록 음악 밴드 서바이버가 1982년 2월에 발표하였는데 1982년 5월 미국 영화 《로키 3》 OST로도 수록되었고 뒤이어 그 해 1982년 빌보드 차트 1위를 기록하는 1982년 화제작 그 자체였던 노래 작품이다.

## 같이 보기
- 아메리칸 록
- 미국의 음악
- 가장 많은 음반을 판 음악가 목록